# Архимандрит Георгије (Добросављевић)
Георгије (световно Милисав Добросављевић; Доња Трепча код Чачка, 7. фебруар 1934 — Јунковац код Тополе 15. децембар 2020) био је православни архимандрит и игуман Манастира Благовештења.

## Биографија

### Младост
Игуман Георгије Добросављевић рођен је од веома побожних и честитих родитеља Милоша и Драгиње Добросављевић у Доњој Трепчи код Чачка 7. фебруара 1934. На крштењу је добио име Милисав. Основно образовање завршио је у свом родном месту. Учио је и гимназију у Рачи.

### Монашки постриг
У Манастиру Рачи је замонашен 1956. године и добио је име своје крсне славе Георгије.
Рукоположио га је у чин јерођакона патријарх Герман Ђорић као епископ и администратор жички на Благовести 7. априла 1958. године. За јеромонаха рукоположен је у Манастиру Вазнесењу у септембру 1960. године.
У Овчар је дошао исте 1960. године, где је живео у братству Манастира Свете Тројице и Благовештења. Једно време тада налазио се као духовник и парох у Херцеговини, у женском Манастир Дужи.

### Старешина Манастира Благовештења
За старешину Манастира Благовештења постављен је 10. маја 1964. године. Тада је примио и јелендолску парохију, коју је опслуживао 17 година.
Обновио је одмах у почетку постојеће манастирске конаке, добио бањску воду у манастиру и нормализовао живот.
У његово време Завод и Народни музеј у Чачку. Преузели су санирање и обнављење цркве благовештењске. Затим је отац Георгије уз њихову подршку, негде 1975. Готово из основа порушио и президао руинирани стари конак архимандрита Исаија Катанића из 1869. године.
Од њега стоврио нов, леп конак, са савременим уређајем и већим бројем соба. Довео је у манастир минералну, бањску воду и поставио у манастирским конацима инсталације.
Одмах затим довео је из Овчар Бање и дивну пијућу воду пронађену приликом прокопавања тунела за хидроцентралу. Инсталирао је у свим конацима и електрично осветљење.

### Смрт
Преминуо је 15. децембара 2020. године у Јунковцу код Тополе.
Сахрањен је 16. децембара на гробљу у Наталинцима код Тополе.